# Geoffrey Tulasne
Geoffrey Tulasne est un footballeur français, né le 24 février 1988 à Péronne (Saône-et-Loire). Évoluant au poste de milieu offensif, il joue actuellement au Red Star FC en National.

## Biographie
À 6-7 ans, Geoffrey Tulasne a découvert le football dans son école quand il décide d'intégrer un club. Il se dirige alors vers l'école de football du Paris Université Club (PUC). Repéré par le FC Sochaux, il poursuit sa formation au centre de formation sochalien. 
Il remporte la Coupe Gambardella en 2007 avec l'équipe des moins de 18 ans, marquant même le 1er but sochalien en finale. Il signe son premier contrat pro à l'été 2008 et fait ses débuts en Ligue 1 le 30 août 2008 au Stade Vélodrome, en entrant à la 71e minute du match face à l'Olympique de Marseille. Remarqué pour ses performances, il reçoit le 11 novembre sa première sélection en équipe de France espoirs, pour un match contre le Danemark. Très peu utilisé en 2009-2010, il retrouve un peu de temps de jeu la saison suivante, au cours de laquelle il marque son premier but en Ligue 1, le 23 octobre 2010, face à Toulouse (1-3).
En fin de contrat en 2011, il refuse une offre de prolongation de contrat[réf. nécessaire]. Il enchaîne alors plusieurs essais avec l'OGC Nice, le Stade lavallois et le FC Dallas en MLS, et refuse une proposition du club bulgare du Litex Lovetch et ne joue pas de la saison. L'été suivant, il est annoncé au Portugal, à Olhanense, sans que cette piste ne se concrétise. Il réalise ensuite un essai en Belgique, à l'OH Louvain, sans plus de succès. Le 21 décembre 2012, Geoffrey signe finalement un contrat d'un an et demi avec le Red Star FC en National.

## Palmarès
- Vainqueur de la Coupe Gambardella en 2007 avec les jeunes du FC Sochaux